# 東京造形大学
東京造形大学（とうきょうぞうけいだいがく、英語: Tokyo Zokei University）は、東京都八王子市に本部を置く日本の私立美術大学。1954年創立。
美術大学で、日本で初めて「造形」という名称を冠した大学である。桑沢デザイン研究所の創立者桑澤洋子により設立され、従来のデザイン/美術教育の枠を超えた教育理念により、自由で柔軟な独自の校風を持ち美術とデザインの統合性を原義に、創造を社会的営為として実践する人材を養成する高等教育機関として1966年八王子元八王子町に設立。
東京五美大（多摩美術大学、武蔵野美術大学、東京造形大学、女子美術大学、日本大学藝術学部）の一つである。

## 沿革
- 1954年　ファッションデザイナーの桑澤洋子がバウハウス流教育理念を基に、日本で最初のデザイン教育機関として桑沢デザイン研究所を設立。
- 1957年　学校法人桑沢学園設立。
- 1965年　東京造形大学が文部省認可。校舎設計　浦辺建築事務所。
- 1966年　東京都八王子市元八王子町（現在、八王子城跡ガイダンス施設と駐車場があるあたり）に東京造形大学開学（学長　桑沢洋子就任）。
- 1967年　勝井三雄によるシンボルマーク決定。
- 1969年　デザイン学科に室内建築を新設。CS祭初開催。2号館、3号館竣工。
- 1973年　桑澤洋子藍綬褒章受章。
- 1976年　桑澤洋子逝去。4号館竣工。
- 1978年　技術センター発足。スタジオなど実技系の教室を管理。
- 1981年　カリキュラム変更　デザイン学科I類・視覚伝達計画II類・環境計画 / 美術学科I類　絵画II類・彫刻の編成となる。
- 1986年　開学20周年記念式典。
- 1990年　八王子宇津貫町に新キャンパス建設始まる。
- 1993年　宇津貫キャンパスへ移転。全面開校。
- 1996年　シンボルマークの変更、田中一光によるリ・デザイン。英文表記を「Tokyo University of Art and Design」から「Tokyo Zokei University」に変更。
- 1998年　学科構成をデザイン科3専攻。美術学科3専攻に改変。技術センターをデザイン工房に改称。
- 2003年　「サステナブルプロジェクト」「アニメーション」専攻を設置。新グラウンド完成。
- 2005年　大学院造形研究科造形専攻（修士課程）を開設。桑沢研究所内に桑沢サテライト教室を設置。
- 2007年　国際美術・デザイン・メディア大学連合（Cumulus)に加盟。
- 2011年　デザイン学科を8専攻領域に改編。
- 2016年　創立50周年を迎える。大学院造形研究科造形専攻に博士後期課程を新設。大学院造形研究科造形専攻修士課程に造形教育研究領域を新設。

## 教育および研究

### 教育課程の特色
高度情報化社会の複合化した諸問題の把握と解決のためには、個別領域における「専門性」と複合領域における「総合性」とに立脚した構想力と実践能力が不可欠との立場から、教育課程では「専門性」及び「総合性」双方の深化に根ざしたディシプリンが重視されている。また、そうした柔軟性のあるカリキュラム、徹底した少人数教育を行っている。

### 学部・学科
- 造形学部
  - デザイン学科
    - グラフィックデザイン専攻領域
    - 写真専攻領域
    - 映画専攻領域
    - アニメーション専攻領域
    - メディアデザイン専攻領域
    - 室内建築専攻領域
    - インダストリアルデザイン専攻領域
    - テキスタイルデザイン専攻領域

  - 美術学科
    - 絵画専攻領域
    - 彫刻専攻領域

### 大学院
- 造形研究科
  - 造形専攻
    - デザイン研究領域
    - 美術研究領域
    - 造形教育研究領域

## CS祭（芸術祭）
Creative Spiral Festivalの略。毎年秋に開催される。学生による自主制作展であり、CS祭期間の運営管理は学生が行っている。展示、模擬店、ステージなどがあり、年々規模が拡大している。また、大学祭では珍しく一切酒類の販売、持ち込みを禁止している。同大学のオープンキャンパスはこの校風が良く活かされたもので、クリエイティブ学生ユニット（在学生で構成）により細部にいたるまで拘りを見せる企画・デザイン・運営は他大学には見られない特色となっている。2009年には、特設サイト　ZOKEI QUEST が国内外に大きな話題となった。

## 大学関係者
- 東京造形大学の人物一覧

## ラボ
- CS Lab
- TZU DESIS Lab

## 交通アクセス
JR横浜線 相原駅東口よりスクールバス5分（徒歩15分）

## 系列校
- 桑沢デザイン研究所